# Бугаёв, Сергей Иванович
Сергей Иванович Бугаёв (12 сентября 1959 — 21 августа 1995) — музыкальный продюсер, предприниматель в сфере организации досуга.

## Биография
Родился 12 сентября 1959 года в Чулыме Новосибирской области.
В 1976 году окончил школу в селе Ордынском Новосибирской области.
С 1977 по 1982 год учился в Новосибирском сельскохозяйственном институте на факультете защиты растений.
В начале 1980-х годов занимал должность второго секретаря Новосибирского сельского райкома ВЛКСМ, затем работал в обкоме ВЛКСМ.
В 1985 году после создания в Новосибирске Фонда молодёжной инициативы начал продюсерскую и организаторскую деятельность.
Бугаёву принадлежала идея о проведении в Академгородке Новосибирска «Интернедели» при НГУ.
В 1985 году на Международном фестивале молодёжи и студентов в Москве был одним из руководителей новосибирской делегации.
Бугаёв был основателем арт-центра «Студия-8», он впервые в Новосибирске организовал гастроли группы «Аквариум» и других известных исполнителей.
Был соучредителем Международных джазовых фестивалей в Новосибирске.
В 1990 году устроил зарубежный тур для новосибирских музыкантов, которые успешно выступили в США и на Гавайях.
Занимал должность директора Молодёжного центра «Пионер».
Сергей Бугаёв — один из основателей телекомпании НТН и организатор тон-студии M & L Art, в которой в 1995 году были записаны песни его невесты Татьяны Снежиной, известной певицы и поэтессы.
21 августа 1995 года погиб в автомобильной катастрофе вместе с Татьяной Снежиной и ещё четырьмя людьми (никто тогда не выжил).
В 1995 году был создан Благотворительный культурный фонд Бугаёва и Снежиной для помощи молодым эстрадным исполнителям.